# Antenor (Troje)
Antenor (Oudgrieks: Ἀντήνωρ) is, in de werken van Homerus, een wijze Trojaanse vorst en raadsman van koning Priamus.
Antenor was de zoon van Aesyetes van Dardanos bij Cleomestra. Hij was getrouwd met Theano dochter van Cisseus die hem vele kinderen baarde (te weten Archelochus, Acamas, Glaucus, Helicaon, Laodocus, Coon, Polybus, Agenor, Iphidamas, Laodamas, Demeleon, en Crino), waarvan velen stierven tijdens de Trojaanse oorlog. Hij was ook de vader van Pedaeus, maar dan bij een andere vrouw.
In de Ilias wordt hij meestal afgeschilderd als de oude wijze raadsman van Priamus, een beetje de tegenhanger van Nestor bij de Grieken. Hij ontving Menelaüs en Odysseus, en vergezelde Priamus naar het legerkamp der Grieken, waar het tweegevecht tussen Menelaüs en Paris zou plaatsvinden. Hij gaf Priamus ook de raad "de schone" Helena aan de Grieken terug te geven, om de oorlog te beëindigen.
Volgens bepaalde legenden (zoals de Aeneis van Vergilius) zou hij achteraf verraad gepleegd en de stad Troje aan haar vijanden overgeleverd hebben.
Een legende beweert dat hij de poorten van Troje voor de Grieken had opengezet op voorwaarde dat zijn huis gespaard zou blijven. Volgens deze legende was hij het dan die later Troje opnieuw opbouwde. 
Volgens de oorsprongslegende van de Franken (volgens het 'Liber historiae Francorum' en de 'Grandes Chroniques de France') zou hij een groep Trojaanse vluchtelingen naar het noorden geleid hebben, vlakbij het Maeotische moeras en het Maeotische meer, oftewel de Zee van Azov, en daar zijn gaan wonen. Andere bronnen, zoals de 'Compendium sive breviarium primi voluminis annalium sive historiarum de origine regum et gentis Francorum' van Johannes Trithemius probeert aan te tonen dat ze dezelfde zijn als de Cimmeriërs. Een andere oorsprongslegende wil aantonen dat hij de stad Padua in het huidige Italië stichtte.
- Gemeinsame Normdatei: 119013258
- Système universitaire de documentation: 027573605
- Virtual International Authority File: 18022636
- WorldCat: E39PCjCWTmt4TdBHgf3BbFWfYP